# Підрозділ (військова справа)

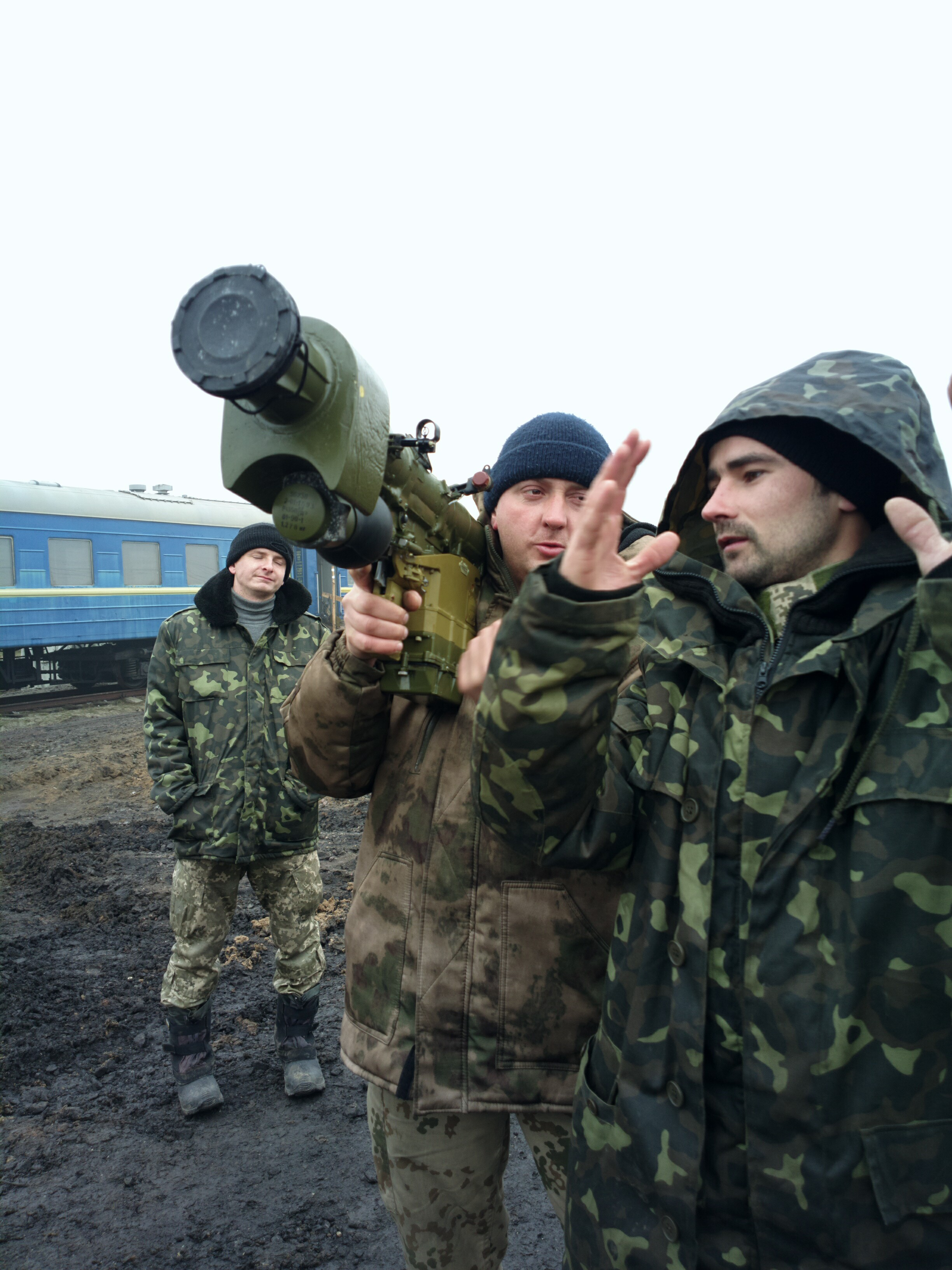
Екіпаж 11-го БТрО

Підро́зділ — у військовій справі — військова одиниця постійної організації, головним чином однорідного складу в кожному роді військ та у спеціальних військах, що організаційно входить до складу більшого підрозділу або військової частини.

## Походження
Наприклад: відділення (обслуга, екіпаж) структурно входить до складу взводу, взвод — до роти (батареї), роти (батареї) об'єднуються в батальйони (дивізіони), а останні — в полки (частини).[джерело?]
За своєю організацією, озброєнням та оснащенню військовою технікою підрозділи здатні самостійно або в складі частини виконувати певні бойові і навчальні завдання.
Слово «підрозділ» походить від поняття ділення, ділити. Тобто частина поділяється на підрозділи. Перші підрозділи з'явилися на полях бойовищ з появою перших армій стародавнього світу. Наприклад, армія Давнього Риму мала такі підрозділи: десятки — (лат. contunerbia, в буквальному значенні — ті, що мешкають в одному наметі), центурії, маніпули та когорти.
Сучасні підрозділи не мають таких військових атрибутів та розрізнень: Бойового Прапора, гербової печатки, таємної частини або відділу (відділення), фінансово-бухгалтерського обліку, діловодства тощо. Як правило, підрозділи не мають власного військового містечка, а розташовуються у військовому містечку у складі військової частини.

## Сучасний розподіл
- Підрозділом в Сухопутних військах прийнято вважати структурну одиницю до батальйону включно. При цьому окремий батальйон і полк іменуються частина.
- Наведені вище розбіжності між поняттям підрозділ та військова частина є в певною мірою відносні. Так, за часів незалежності України більшість військових частин здали радянські бойові прапори (один з основних атрибутів частини) на зберігання, а українських не отримали. З іншого боку, наприклад, бомбардувальний авіаційний полк і бригада матеріального забезпечення можуть обслуговуватися єдиною фінансовою частиною, мати повністю спільний тил (речове, продовольче забезпечення, службу ПММ, тощо), розквартировуватися у єдиному військовому містечку, при цьому лишаючись окремими частинами кожна із своїм командуванням, що не підпорядковуються безпосередньо одне одному[1].
- Враховуючи наведене вище, доцільним буде вважати частиною формування, яке має окрему власну печатку, на якій зазначено умовне найменування військової частини та індивідуальний податковий номер.

### Приклад підрозділів
- Екіпаж (танка, бойової машини, апаратної зв'язку чи радіостанції)
- Пост (радіоперехоплення, бойового сповіщення, РХБ-захисту, дальнього виявлення ядерних вибухів, БП-220, тощо)
- Відділення, обслуга
- Взвод, група (СпП)
- Рота, батарея, центр (приймальний чи передавальний радіоцентр, телефонний центр, центр засобів АСУВ, тощо)
- Батальйон, ПВЗ (польовий вузол зв'язку), РРВ (рухомий радіовузол), тактична група, батальйонна група, тощо.